# Yphthimoides phineus
Yphthimoides phineus är en fjärilsart som beskrevs av Butler 1866. Yphthimoides phineus ingår i släktet Yphthimoides och familjen praktfjärilar. Inga underarter finns listade i Catalogue of Life.